# Omorphini
Omorphini es una tribu de polillas de la  subfamilia Plusiinae, consiste en un solo género: Omorphina monotípico que solo contiene una especie:  Omorphina aurantiaca Alphéraky, 1892